# Gynoplistia glauca
Gynoplistia glauca är en tvåvingeart. Gynoplistia glauca ingår i släktet Gynoplistia och familjen småharkrankar.

## Underarter
Arten delas in i följande underarter:
- G. g. glauca
- G. g. vexator